# Ундецимакорд

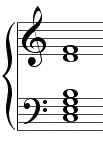
Мажорний ундецимакорд, Cmaj ^{11}.

Ундецимакорд — це акорд, що складається із 5-ти сполучених терцій і охоплює обсяг ундецими. Найчастіше зустрічається в джазі. Різновиди ундецимакорда: домінантновий (C 11, C–E–G–B ♭ –D–F), мінорний (Cm 11, C–E ♭ –G–B ♭ –D–F) та великий (Cmaj 11, C–E–G–B–D–F). Використання підвищеної ундецими утворює різновиди домінантовий збільшений(C 9 ♯ 11, C–E–G–B ♭ –D–F ♯) і великий збільшений ундецимакорд (Cmaj 9 ♯ 11, C–E–G–B–D–F♯) акорди.

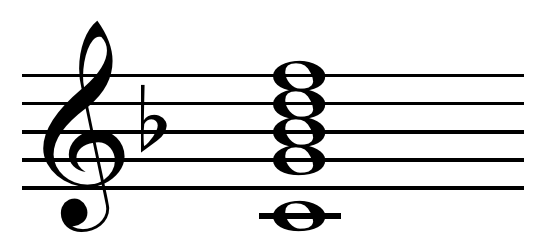
Домінантовий ундецимакорд із пропущеною терцією (C ^{11} або C^{9sus4}).

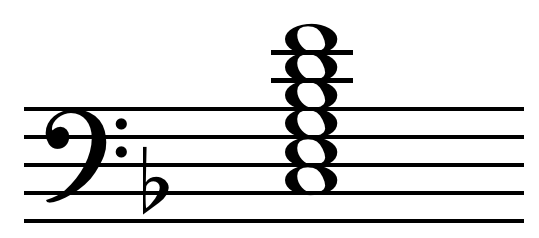
Домінантовий ундецимакорд, C^{11} з терцією, класичний запис — D_{11} в тональності фа мажор.

У домінантовому ундецимакорді одинадцятий ступінь створює дисонанс (малу нону) із терцією, і тому терція часто пропускається (наприклад, 52 секунди в пісні «Sun King» з альбому Abbey Road гурту The Beatles), і таким чином неповний ундецимакорд стає є тотожним нонакорду із затриманням (наприклад, C9sus4, C–G–B♭ –D–F), який у джазі також можна позначити як Gm 7 /C.
Ундецимовий тон може бути підвищений, в цьому разі мала нона між ним і терцієвим тоном перетворюється на велику нону, що зменшує дисонантність акорду і утворює «лідійську домінанту». .
Оскільки верхні звуки акорду (7-й, 9-й, 11-й) утворюють тризвук, в джазовій нотації домінантовий ундецимакорд із пропущеними терцією та квінтою можна записати як складений акорд із басом, тобто, наприклад, C–B ♭ –D–F пишеться як B ♭ /C, підкреслюючи його біфункціональність.

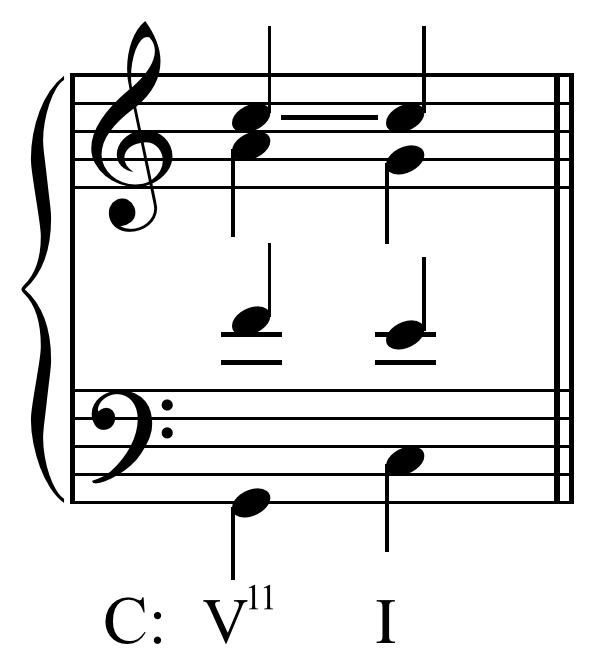
Класичне розв'язання ундецимакорду у тоніку.

У чотириголосному складенні, терція і квінта також пропускаються, а ундецима при розв'язанні в тоніку залишається на місці.